# Кочети
Кочети (рус. Кочеты) руска је река која протиче југозападним делом земље. Тече преко централних делова Кубањско-приазовске степе, у централном делу Краснодарске покрајине. Лева је притока реке Кирпили и део басена Азовског мора. 
Укупна дужина водотока је 43 km. Настаје спајањем две истоимене мање реке (Кочети 2 и Кочети 3) код села Красносељско на територији Динског рејона. Тече у смеру северозапада као типична степска река спорог тока и бројних меандара, а улива се у Кирпили код станице Медведовскаја на територији Тимашјовског рејона. 